# Bricocenter
Bricocenter è un'impresa italiana operante nella grande distribuzione, specializzata in prodotti di edilizia, bricolage, falegnameria, giardinaggio, sistemazione, decorazione, illuminazione e arredo bagno.

## Storia
Nel 1983 il Gruppo Rinascente apre a Venaria Reale (TO) il primo negozio Bricocenter Italia. Nel 1990 aprono invece i primi negozi con l’insegna “Affiliato Bricocenter”, una forma di collaborazione tra Bricocenter e singoli imprenditori privati. Nel 1998 nasce S.I.B., Società Italiana Bricolage, una società controllata al 50% dal Gruppo Rinascente tramite Bricocenter e al 50% dal Gruppo Leroy Merlin, grande azienda francese del Bricolage.
Nel 2004 Bricocenter esce dal Gruppo Rinascente, che cede la propria partecipazione in S.I.B. alla Società Italiana Distribuzione Moderna nella quale operano le insegne Auchan, Sma e le gallerie commerciali con un totale di 1.400 punti vendita. Nel 2005 Auchan cede la propria quota di partecipazione al Gruppo Leroy Merlin che acquisisce così il 100% di Bricocenter e il controllo di S.I.B. Nel 2006 il Gruppo Leroy Merlin diventa Groupe Adeo e nasce l'azionariato italiano del programma "Valadeo" che offre a tutti i dipendenti la possibilità di diventare azionisti del Gruppo. Ad oggi il 65% dei dipendenti Bricocenter possiede azioni del Gruppo Adeo .
Nel 2007: Bricocenter diventa Bricocenter S.r.l. e nel 2009 il Groupe Adeo acquista i 31 Negozi appartenenti alla catena italiana di Castorama, a seguito di questo, 7 negozi Castorama diventano negozi Bricocenter.
Nel 2023 Bricocenter si posiziona al primo posto nella categoria ‘vendita al dettaglio e all’ingrosso’ nella classifica Italy’s Best Employers 2024 del Corriere della Sera, che presenta i 450 migliori datori di lavoro, fra le aziende con oltre 250 dipendenti operanti in Italia.

## Punti vendita
Questo è il dettaglio degli attuali 61 centri fai-da-te Bricocenter:
| Regione               | Numero di negozi |
| --------------------- | ---------------- |
| Abruzzo               | 3                |
| Campania              | 2                |
| Emilia-Romagna        | 4                |
| Friuli-Venezia Giulia | 4                |
| Lazio                 | 3                |
| Liguria               | 2                |
| Lombardia             | 14               |
| Marche                | 4                |
| Piemonte              | 7                |
| Puglia                | 1                |
| Sardegna              | 1                |
| Sicilia               | 5                |
| Toscana               | 4                |
| Trentino-Alto Adige   | 2                |
| Umbria                | 2                |
| Veneto                | 3                |